# Louis-Henri Baillet
Pour les articles homonymes, voir Baillet.
Louis-Henri Baillet, dit Baillet-Réviron, est un homme politique français né le 28 mai 1851 et mort le 20 avril 1913 à Versailles en cours de mandat.

## Mandats électifs
- Président de la Chambre syndicale des entrepreneurs de Versailles en 1890
- Conseiller municipal de Versailles de 1896 à 1913
- Maire de Versailles de 1904 à 1913